# ثقافة الرأسمالية

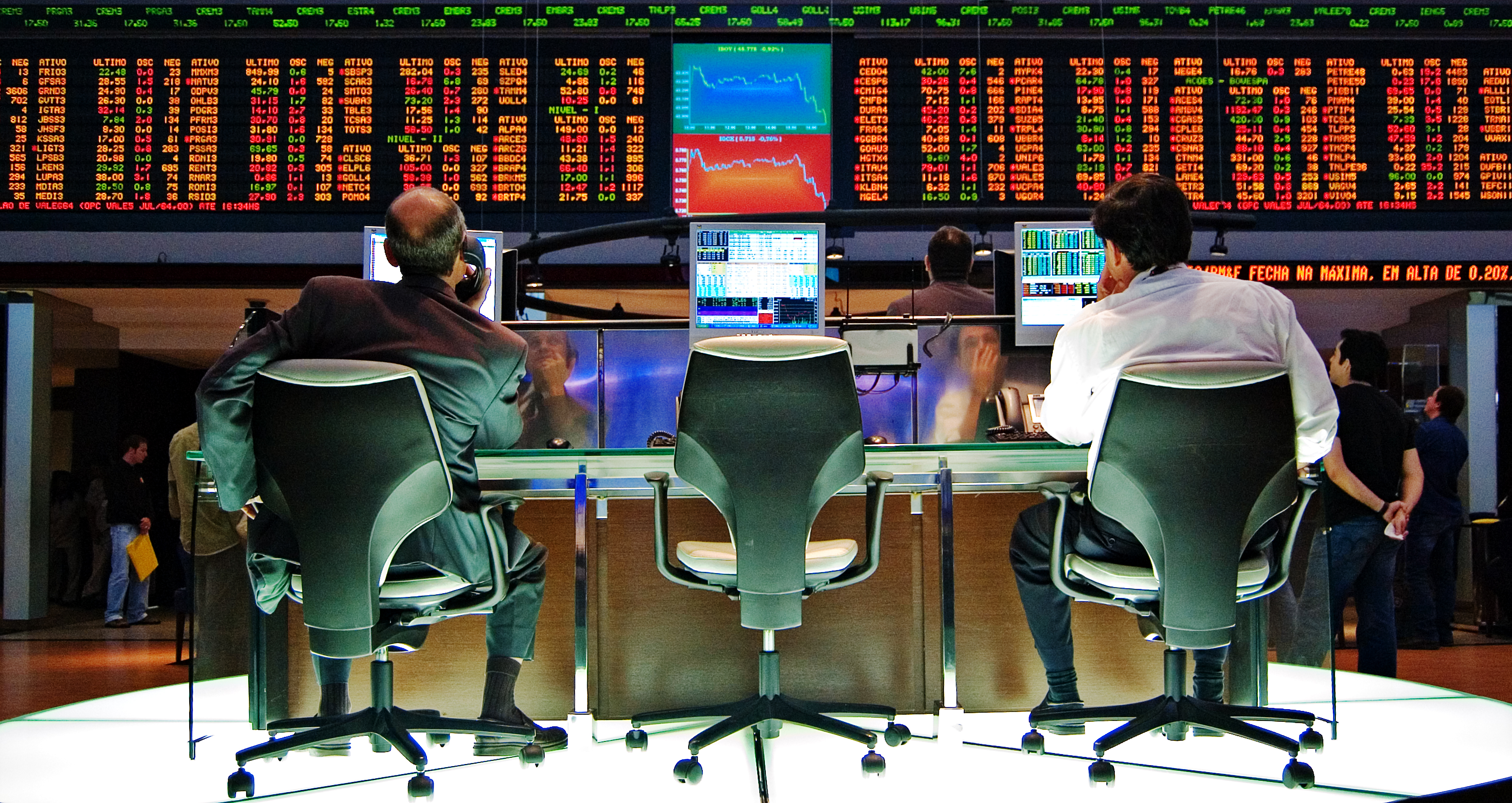

ثقافة الرأسمالية أو الثقافة الرأسمالية هي مجموعة من الممارسات الاجتماعية، والقيم والمعايير الاجتماعية، وأنماط السلوك التي تُعزى إلى نظام الاقتصاد الرأسمالي في مجتمع الرأسمالية.
تروج ثقافة الرأسمالية إلى تجميع المال وبيع السلع الأساسية، حيث يتم تعريف الأفراد بشكل أساسي من خلال علاقتهم بالأعمال والسوق. فالثقافة مكونة من أشخاص، الذين يتصرفون وفقا لمجموعة من القواعد التي تعلموها، كما ينبغي لهم أن يعملوا من أجل البقاء في المجتمعات الرأسمالية.
تتضمن عناصر الثقافة الرأسمالية طريقة تفكيرهم وثقافة الشركات، والنزعة الاستهلاكية وثقافة الطبقة العاملة.
الثقافة والأيديولوجية الرأسمالية
وفي حين أن بعض الأيديولوجيات السياسية، مثل الليبرالية الجديدة، تفترض وتعزز وجهة نظر مفادها أن الرأسمالية هي السلوك الذي تنتهجه في الأفراد أمر طبيعي للبشر، يشير علماء الأنثروبولوجيا مثل ريتشارد روبينز إلى إلى أنه لا يوجد شيء طبيعي في هذا السلوك- فالناس ليسوا مُجردين بطبيعة الحال من أملاكهم في جمع الثروة وتحركها العمالة المأجورة.
الأيديولوجيات السياسية مثل الليبرالية الجديدة التي تجرد المجال الاقتصادي من نواحٍ أخرى للمجتمع (السياسة والثقافة والأسرة وما إلى ذلك. مع أي نشاط سياسي يشكل تدخلا في العملية الطبيعية للسوق، على سبيل المثال) وافتراض أنّ الناس يجرون تبادلات عقلانية في مجال معاملات السوق.
ومع ذلك، تطبيق مفهوم التعسف على مجتمعات السوق، ويبرهن عالم الاجتماع جرانوفيتر على أن التبادلات الاقتصادية العقلانية أنها تتأثر في الواقع بشدة بالروابط الاجتماعية القائمة مسبقًا وعوامل أخرى.
وفي النظام الرأسمالي، يدور المجتمع والثقافة حول النشاط التجاري (تجميع رأس المال)
وبناء على ذلك، وكثيراً ما يُنظَر إلى النشاط التجاري وتبادل السوق على أنه أن تكون مطلقة أو «طبيعية» ومن هنا فإن كل العلاقات الاجتماعية الإنسانية تدور حول هذه قضايا العمليات (أو ينبغي أن يكون موجودًا لتسهيل قدرة الشخص على تنفيذ هذه العمليات).